# Nigel Forbes, 22. Lord Forbes

Wappen der Lords Forbes

Nigel Ivan Forbes, 22. Lord Forbes, KBE, JP, DL (* 19. Februar 1918; † 5. März 2013) war ein schottischer Peer, Soldat, Geschäftsmann und Politiker der Conservative Party.
Forbes war der einzige Sohn von Atholl Laurence Cunyngham Forbes, 21. Lord Forbes, und seiner Gattin Lady Mabel, der Tochter von Thomas Francis Anson, 3. Earl of Lichfield. Als Heir Apparent seines Vaters führte er bis 1953 den  Höflichkeitstitel Master of Forbes. Er ging auf die Harrow School und das Royal Military College in Sandhurst.
Während des Zweiten Weltkriegs war er Major bei den Grenadier Guards und wurde verwundet. Von 1947 bis 1948 war er Military Assistant des High Commissioner von Palästina. 1953 erbte den Adelstitel von seinem Vater, wurde 1955 als schottischer Representative Peer ins britische House of Lords gewählt. Er nahm seinen Parlamentssitz auf Seiten der Conservative Party ein. Unter Harold Macmillan war er von 1958 bis 1959 Minister of State for Scotland. Neben der Landespolitik war er von 1955 bis 1958 auch ein Mitglied des District Council von Alford, Aberdeenshire und 1962 bis 1972 Chairman des River Don District Board. 1955 wurde er Friedensrichter in Aberdeenshire und 1958 Deputy Lieutenant.
1960 bis 1988 war Direktor von Grampian Television, 1964 bis 1974 Deputy Chairman von Tennent Caledonian Breweries und 1975 to 1998 Chairman von Rolawn Ltd. 1960 wurde er als Knight Commander in den Order of the British Empire aufgenommen.
Er heiratete 1942 die Honorable Rosemary Katharine, eine Tochter von Gustavus William Hamilton-Russell, 9. Viscount Boyne. Mit ihr hat er zwei Söhne und eine Tochter. Der älteste Sohn Malcolm Nigel Forbes, beerbte ihn bei seinem Tod 2013 als 23. Lord Forbes. Er residierte im Castle Forbes.